# Alwin Schockemöhle
Alwin Schockemöhle (Meppen, 29 de maio de 1937) é um ex-ginete de elite alemão especialista em saltos, bicampeão olímpico. 

## Carreira
Alwin Schockemöhle representou seu país nos Jogos Olímpicos de 1960, 1968 e 1976, na qual conquistou a medalha de ouro nos salto no individual em 1976 e por equipes em 1960.